# Étienne Pierre Ventenat
Étienne Pierre Ventenat (* 1. März 1757 in Limoges; † 13. August 1808 in Paris) war ein französischer Botaniker. Sein Autorenkürzel ist „Vent.“

## Biografie
Er wird zunächst Priester und dann Direktor der Bibliothek Sainte-Geneviève. Bei einer Reise nach Großbritannien entdeckt er die englischen Gärten und beschließt sich der Wissenschaft zu widmen. Mit der französischen Revolution tritt er vom Priesteramt zurück und beginnt mit Charles Louis L’Héritier de Brutelle (1746–1800) zusammenzuarbeiten. 1792 veröffentlicht er die Werke Dissertation sur les parties des Mousses qui étaient regardées comme fleurs mâles et comme fleurs femelles und Mémoire sur les meilleurs moyens de distinguer le calice de la corolle.
1794 erscheinen seine Principes de botanique, expliqués au Lycée républicain par Ventenat (Sallior, Paris, Jahr III), die Pflanzen wurden von Sophie Dupuis gezeichnet und graviert. Doch Ventenat findet das Buch sehr mittelmäßig und versucht alle Exemplare zurückzukaufen, um sie zu vernichten. Am 22. Frimaire IV (13. Dezember 1795) wird er zum Mitglied des französischen Nationalinstituts der Wissenschaften und Künste (heute Académie des sciences) in der Abteilung für Botanik und Physik der Pflanzen gewählt.
Sein Tableau du règne végétal selon la méthode de Jussieu (gedruckt bei J. Drisonnier, Paris, vier Bände, Jahr VII), das 1798 erscheint, ist tatsächlich nichts anderes als die Übersetzung des Werks Genera plantarum von Antoine-Laurent de Jussieu (1748–1836), das er um Hinweise zur Nutzung und Geschichte der Pflanzen ergänzte.
Sein Ruf beruht auf zwei prächtig illustrierten Werken, der Description des plantes nouvelles et peu connues, cultivées dans le jardin de J.-M. Cels (gedruckt bei Crapelet, Paris, im Jahr VIII – 1799) und des Jardin de La Malmaison (gedruckt bei Crapelet, Paris, Jahr XI – 1803). Die Illustrationen wurden erstellt von Pierre-Joseph Redouté (1759–1840) und in Kupfer gestochen von François Noël Sellier (1737–?), wobei der letztere beim zweiten Werk von weiteren Stechern unterstützt wurde. Der Jardin de La Malmaison erfüllt den Wunsch von Joséphine de Beauharnais (1763–1814) die die seltenen, teils auch Botanikern unbekannten Pflanzen, die aus allen Gegenden der Erde kamen und von ihr in die Gärten und Gewächshäuser von Schloss Malmaison gepflanzt wurden, unsterblich machen wollte. Sie engagierte den seinerzeit besten Illustrateur, Redouté, und vertraut Ventenat den botanischen Teil an. Sie erhält das Werk in fünf Lieferungen.
Er beendet die Histoire des champignons de la France, ou Traité élémentaire, renfermant dans un ordre méthodique les descriptions et les figures des champignons qui croissent naturellement, en France (Leblanc, Paris, drei Bände 1812), die von Pierre Bulliard (1742–1793) begonnen wurde. Die Flore de la région parisienne lässt er unvollendet.
Sein Bruder, Louis Ventenat (1765–1794), nimmt auf Bitten von Jean-François de La Pérouse (1741–1788) als Kaplan und Naturforscher an der Expedition von Antoine Bruny d’Entrecasteaux (1737–1793) teil, bei der auch die Botaniker Jacques Julien Houton de Labillardière und der Kupferstecher Guillaume Nicolas Delahaye mitfahren. Louis Ventenat stirbt während der Rückfahrt.

## Ehrungen
Georg Ludwig Koeler widmete ihm die Gramineengattung Ventenata.

## Werke
- 1792: Dissertation sur les parties des Mousses qui étaient regardées comme fleurs mâles et comme fleurs femelles (Aufsatz über die Bestandteile von Moosen, die als männliche und weibliche Blüten betrachtet werden)
- 1792: Mémoire sur les meilleurs moyens de distinguer le calice de la corolle (Abhandlung über die besten Mittel, den Blütenkelch von der Blumenkrone zu unterscheiden)
- 1794: Principes de botanique, expliqués au Lycée républicain par Ventenat (Prinzipien der Botanik, erläutert am Lycée républicain von Ventenat)
- 1798: Tableau du règne végétal selon la méthode de Jussieu (Tafel des Pflanzenreichs nach der Methode von Jussieu)
- 1799: Description des plantes nouvelles et peu connues, cultivées dans le jardin de J.-M. Cels (Beschreibung neuer und wenig bekannter Pflanzen, die im Garten von Cels kultiviert werden)
- 1803: Jardin de La Malmaison (Garten von La Malmaison)
- 1812: Histoire des champignons de la France, ou Traité élémentaire, renfermant dans un ordre méthodique les descriptions et les figures des champignons qui croissent naturellement, en France. (Geschichte der Champignons von Frankreich oder Grundlegende Abhandlung einschließlich Beschreibungen und Abbildungen in methodischer Ordnung der Champignons die natürlich in Frankreich wachsen. Das Werk wurde begonnen von Pierre Bulliard, der 1793 starb.)
- unvollendet: Flore de la région parisienne (Flora der Region von Paris.)